# Депрессия (фильм)
«Депрессия» — художественный фильм режиссёра Алоиза Бренча. Снят по роману Андриса Колбергса «Ничего не случилось» на киностудии Deckrim в 1991 году.

## Сюжет
В неудачной попытке наладить транзит наркотиков через торговый порт в Риге наркомафия пытается обвинить одного из участников преступной цепочки — директора крупного ресторана Романа Раусу. Наказать виновного поручено Старику, но Рауса не собирается признавать свою ответственность за срыв поставки и начинает вести себя ещё более нагло, будучи уверенным в защите своих интересов местными сообщниками, и, в конце концов, погибает.

## В ролях
- Марина Майко — Ималда (озвучивает Нина Тобилевич)
- Лариса Полякова — Регина (озвучивает Ольга Гаспарова)
- Гирт Яковлев — Роман Романович Рауса, директор ресторана, работающий на наркомафию (озвучивает Владимир Ферапонтов)
- Донатас Банионис — Старик (озвучивает Рогволд Суховерко)
- Армандс Рейнфельдс — Алекс, брат Ималды
- Альгис Матулёнис — Курдаш (озвучивает Рудольф Панков)
- Арнис Лицитис — Володя, оперуполномоченный (озвучивает Алексей Инжеватов)
- Дайнис Поргантс — Эгон, оперуполномоченный
- Нина Маслова — Люда
- Янис Зариньш — Леопольд
- Марис Андерсонс — Чурка
- Владимир Чепуров — телохранитель
- Михаил Задорнов — чиновник, покрывающий канал поставки наркотиков
- Владимир Меньшов — «крёстный отец» наркомафии
- Юрис Леяскалнс — официант
- Регина Разума — жена Раусе
- Татьяна Ташкова — жена Курдаша
- Вилнис Бекерис — гость Раусы

В эпизодах:
Селга Бедрите, Л. Богданов, Раймонда Ваздика, В. Честнов, Расма Гарне, Ольгерт Дункерс, Карлис Зушманис, Марина Калмыкова, Имантс Кренбергс, В. Карпач, Г. Куклис-Рошманис, Велта Лине, Арнольд Лининьш, Илона Озола, Рихард Рудакс, А. Шмакова, И. Штейна, Петерис Шилиньш, Артур Экис, А. Яксис, У. Бренча

## Съёмочная группа
- Автор сценария: Андрис Колбергс
- Режиссёр-постановщик: Алоиз Бренч
- Композитор: Раймондс Паулс
- Оператор-постановщик: Гвидо Скулте
- Художник-постановщик: Василий Масс
- Продюсер: Валдис Айзпуриетис
- Звукооператор: Виктор Лычёв
- Режиссёр: Б. Ружс
- Оператор: И. Хофманис
- Художник по костюмам: Лариса Брауна
- Художник-гримёр: Д. Биюбене
- Монтажёр: Г. Икере
- Редактор: И. Черевичник
- Административная группа: А. Симане, В. Вигдоров, Г. Шульдинер
- Директоры: Лилия Глобина, Гунарс Сопс

В записи музыки участвовал инструментальный ансамбль Odis под управлением Арниса Медниса (не указан в титрах). В том же 1991 году фирма RiTonis выпустила пластинку с музыкой из фильма. На пластинке представлены 9 инструментальных пьес и одна песня на английском языке.